# Bayerisches Zentral-Landwirtschaftsfest

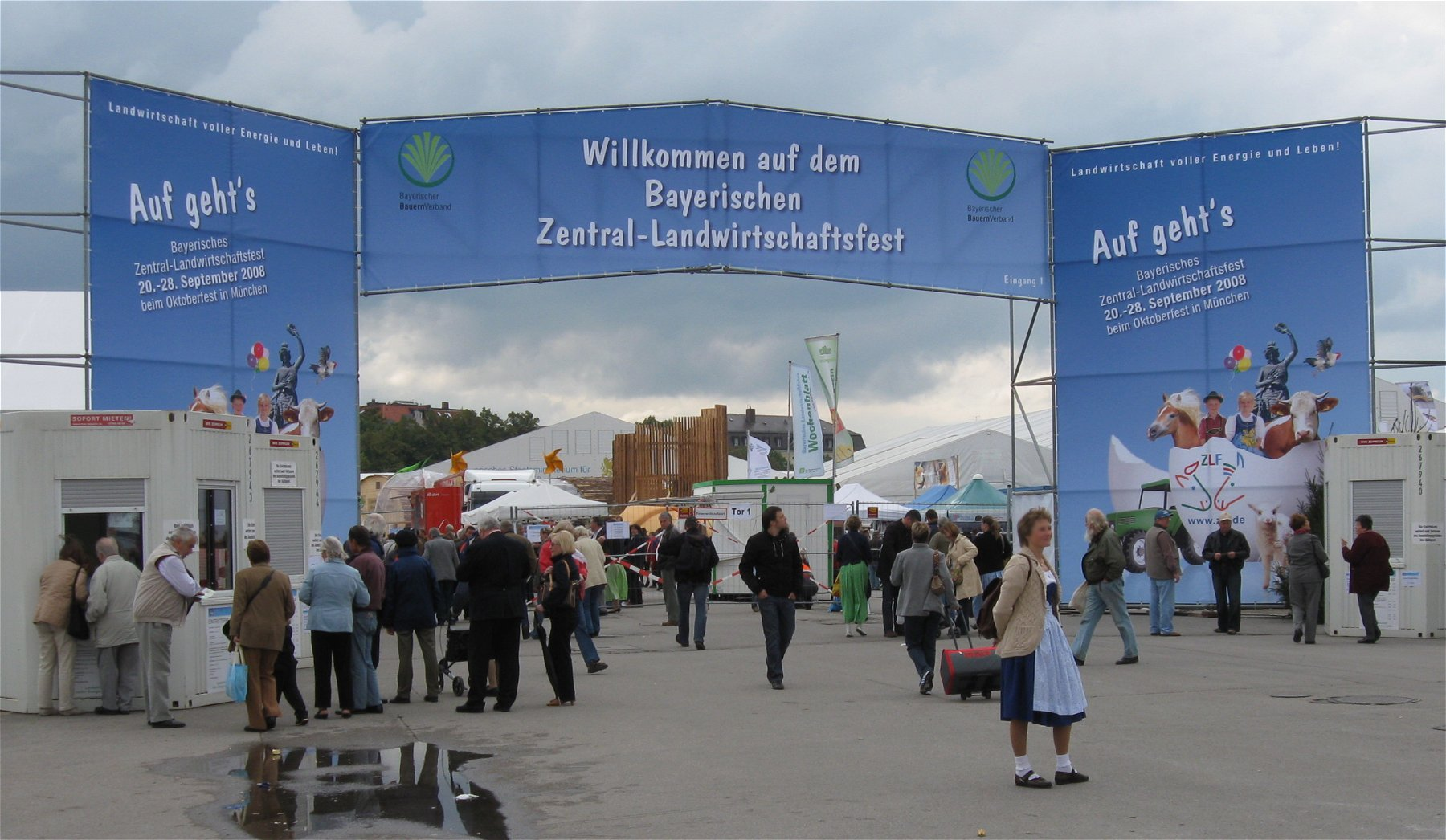
Haupteingang 2008

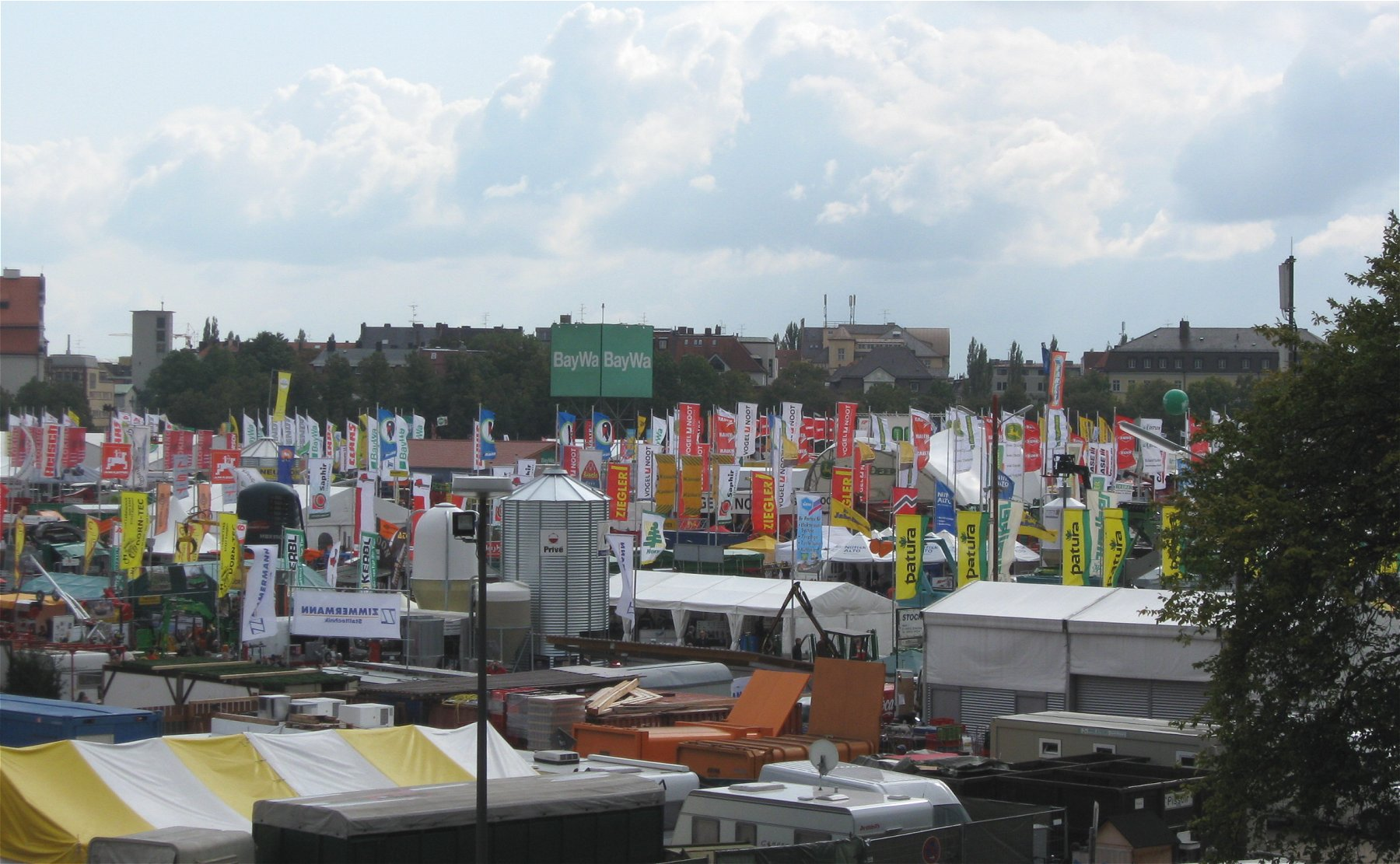
Blick von der Bavaria auf das ZLF

Das Bayerische Zentral-Landwirtschaftsfest (ZLF) ist eine Landwirtschaftsausstellung, die seit 1996 alle vier Jahre in München auf der Theresienwiese parallel zum Oktoberfest stattfindet. Vor 1996 fand die Ausstellung dreijährlich statt. Schwerpunkte sind die Landwirtschaft, Land- und Forsttechnik und die Nutztierschau.

## Geschichte
Die Entstehung des Zentral-Landwirtschaftsfestes und des Oktoberfests geht auf ein Pferderennen anlässlich der Hochzeit des bayerischen Kronprinzen Ludwig mit Therese von Sachsen-Hildburghausen im Jahr 1810 zurück. Zum Abschluss der mehrtägigen Hochzeitsfeiern wurde für die Münchner Bürger vor der Stadt ein großes Pferderennen veranstaltet. Dieses Pferderennen fand beim Volk so großen Anklang, dass es in den folgenden Jahren wiederholt wurde. 
Dabei veranstaltete der Landwirtschaftliche Verein schon 1811 ein Nationalfest mit Pferderennen, Viehmarkt und Nutzviehprämierung. Maximilian I. Joseph persönlich überreichte die Auszeichnungen und wertete damit den Bauernstand erheblich auf. 
Dies war die erste Landwirtschaftsausstellung im deutschsprachigen Raum. Im folgenden Jahr etablierte sich der Name Centrallandwirtschaftsfest. Anfangs war es eine reine Viehausstellung, die sich aus dem Pferderennen entwickelt hatte. Später kam die Landtechnikschau dazu. 
Das ZLF ist bekannt für seine agrartechnischen Innovationen. So wurden zum Beispiel 1864 Justus von Liebigs Versuche zum Kartoffelanbau gezeigt und 1877 zum ersten Mal die Sojabohne und der Anbau von Moos- und Moorbeeren aus Amerika demonstriert.
Seit 1949 wird die Veranstaltung vom Bayerischen Bauernverband durchgeführt. 2004 zogen 650 Aussteller auf 120.000 m² circa 370.000 Besucher an. 
Das Bayerische Staatsministerium für Ernährung, Landwirtschaft, Forsten und Tourismus hat auf dem Zentrallandwirtschaftsfest jedes Jahr eine eigene Halle.
Das gleichzeitig stattfindende benachbarte Oktoberfest wird von der Stadt München veranstaltet. Beide Feste profitieren gegenseitig und teilen sich dazu seit 1811 die Münchner Theresienwiese. Das Oktoberfest findet auf dem nördlichen Teil der Wiesn statt, das Zentral-Landwirtschaftsfest auf dem südlichen Teil.
Bedingt durch Kriegsgeschehnisse und die Umstellung auf einen längeren Abstand der Feste von jährlich auf dreijährlich und seit 1996 auf vierjährlich fand im Jahr 2012 nach über 200 Jahren das 125. Zentral-Landwirtschaftsfest als Jubiläumsfest statt.
Das 126. Zentral-Landwirtschaftsfest fand vom 17. bis 25. September 2016 statt. Mit ca. 280.000 Besuchern wurde das Fest von deutlich weniger Menschen (−24 %) besucht als noch 2012 (370.000). 
Vom 26. September bis zum Ende des Oktoberfestes am 3. Oktober blieben das Festzelt sowie ein Dorfplatz mit landwirtschaftlichen Verkaufs- und Infoständen für Besucher geöffnet. Das Festzelt war das Traditionsfestzelt der Oidn Wiesn und wurde in derselben Weise wie auf der Oidn Wiesn geführt (gesonderter Eintritt, traditionelle Musik und Gruppen).
Der Bayerische Bauernverband teilte am 19. Januar 2024 mit, dass das Bayerische Zentral-Landwirtschaftsfest (ZLF) 2024 nicht stattfinden wird.